# Telegdy Gyula
| Telegdy Gyula                             | Telegdy Gyula                                |
| Kattints az alábbi külső linkek egyikére! | Kattints az alábbi külső linkek egyikére!    |
| ----------------------------------------- | -------------------------------------------- |
| Nem található szabad kép.(?)              |                                              |
| külső link · jogvédett                    | Telegdy Gyula. Az MTA köztestületének tagjai |

Telegdy Gyula (Nagyszeben, Románia, 1935. június 5. – 2023. január 4.) Széchenyi-díjas magyar orvos, neuroendokrinológus, egyetemi tanár, a Magyar Tudományos Akadémia rendes tagja. A reprodukciós endokrinológia neves kutatója. 1985 és 1990 között a Szent-Györgyi Albert Orvostudományi Egyetem Általános Orvosi Kar dékánja, 1997 és 2000 között az egyetem általános és oktatási rektorhelyettese.

## Életpályája
1953-ban érettségizett, majd felvették a Pécsi Orvostudományi Egyetemre, ahol 1959-ben szerzett orvosi diplomát summa cum laude minősítéssel. 1962-ben laboratóriumi szakképesítést szerzett.
Diplomájának megszerzése után a Pécsi Orvostudományi Egyetem Élettani Intézetében kapott állást, ahol az 1970-es években docensként dolgozott. 1975-ben hívták át a szegedi Szent-Györgyi Albert Orvostudományi Egyetem Kórélettani Intézetébe, ahol igazgatói megbízást és tanszékvezető egyetemi tanári kinevezést kapott. 
1985-ben az egyetem Általános Orvostudományi Karának dékánjává választották, amely tisztséget 1990-ig viselt. Hivatali ideje vezették be Szegeden az angol nyelvű oktatást, amelynek keretében külföldi hallgatók is tanulhattak a karon. 1990 és 1991 között az egyetem tanári testületének elnöke. 1997 és 2000 között az egyetem általános és oktatási rektorhelyettese. 2000-ig viselte intézetigazgatói és tanszékvezetői tisztségét. 2005-ben emeritálták. Az egyetem és a Magyar Tudományos Akadémia közös Neurohumorális Kutatócsoportjának vezetőjévé is kinevezték. 2000 és 2003 között Széchenyi professzori ösztöndíjas volt.
1964 és 1965 között Lalor-ösztöndíjjal az Amerikai Egyesült Államokban kutatott. 1968 és 1971 között Ford-ösztöndíjasként a stockholmi Karolinska Intézet kutatója volt.
1966-ban védte meg az orvostudományok kandidátusi, 1975-ben akadémiai doktori értekezését. 1990-ben megválasztották a Magyar Tudományos Akadémia levelező, 1995-ben rendes tagjává. Közben 1991 és 1999, valamint 2002 és 2008 között a Szegedi Akadémiai Bizottság, 1991 és 1996 között pedig az MTA Endokrinológiai és Anyagcserekutatási Bizottsága elnöke volt. (Mindkét bizottságnak már akadémikussá választása előtt tagja lett.) 1996-ban az Elméleti Orvostudományi Bizottság elnökévé választották. 
A Tudományos Minősítő Bizottság, majd a Doktori Tanács elméleti orvostudományi szakbizottságának tagjaként is dolgozott. 1999 és 2008 között az MTA Orvostudományi Osztályát vezette, ezzel az MTA elnökségének is tagja volt.
1992 és 1995 között a Magyar Endokrin Társaság elnöke, 1993 és 1998 között a Magyar Élettani Társaság alelnöke volt. Az Acta Physiologica, a Kísérletes Orvostudomány és a Neurobiology című szakfolyóirat szerkesztőbizottságaiban dolgozott.

## Munkássága
Kutatási területe a neuroendokrinológia, ezen belül reprodukciós endokrinológia, a neurohormonok, neuropeptidek idegrendszeri és endokrin hatásainak vizsgálata.
Kimutatta, hogy a hypophysis mellékvesekéreg-rendszert több neuropeptid képes gátolni vagy serkenteni. Ezekben a műveletekben, illetve folyamatokban úgynevezett neurotranszmitterek, azaz idegi üzenetátvivők vesznek részt.
Több mint ötszáz idegen nyelvű, harmincöt magyar nyelvű tudományos közlemény szerzője, illetve szerkesztője. Két monográfiája jelent meg.

## Családja
Nős, felesége Dr. Haszon Ibolya. Két leány- és egy fiúgyermek édesapja.

## Díjai, elismerései
- Szecsenov-díj (1984, Orosz Orvostudományi Akadémia)
- Diczfalusy-érem (1988, Karolinska Institute, Stockholm)
- Széchenyi-díj (1998) – A központi idegrendszer neurohormonjainak, különösen a neuropeptid kutatás terén elért nemzetközileg nagy elismerést kiváltó tevékenységéért.
- Batthyány-Strattmann László-díj (2002)
- Genersich-díj (2002)
- A Magyar Köztársasági Érdemrend középkeresztje (2004)
- Szeged díszpolgára (2007)
- Szent-Györgyi Albert-díj (2010)
- Olson Prize (2013)

## Főbb publikációi
- Placental Transfer and Interpretation (társszerző, 1981)
- Kórélettan; Orvostudományi Egyetem, Általános Orvostudományi Kar, Szeged, 1981
- Effects of Gastrointestinal Peptides on the Central Nervous System (1985)
- Neuropeptides and Brain Function (1987)
- Az endokrin rendszer kórélettana (1988)
- Neuropeptidek szerepe a központi idegrendszer működésében (1990)
- Tanulás és memóriafolyamatok neurohumorális szabályozása (1995)